# Drottning Dagmars död
Drottning Dagmars död (TSB C 6, SMB 57, DgF 135) är en ursprungligen dansk folkvisa om Danmarks drottning Dagmar och hennes välgärningar som kristen och hennes död på Riberhus i Ribe med mera.
På Färöarna har en motsvarande visa sjungits som en del av "Margretu kvæði" (CCF 77), då hänförd till Margareta av Skottland.